# Ivo Cipci
Ivo Cipci (Split, 25. travnja 1933.), osnivač je i prvi predsjednik Vaterpolskog kluba Veteran, član predsjedništva Hrvatskog vaterpolskog saveza i vaterpolo saveza bivše države, te stegovni sudac.

## Životopis
Rođen je u Splitu, gdje je pohađao osnovnu i srednju školu. Diplomirao je na Pravnom fakultetu u Zagrebu, gdje je položio i pravosudni ispit.
Plivanjem i vaterpolom se počeo baviti 1945. godine u Plivačkom klubu Jadran. Aktivno je nastupao do 1964. godine. Kao član juniorske i seniorske momčadi osvojio je više naslova državnog prvaka. Više od dvadeset godina predsjednik je Vaterpolskog kluba Jadran i Športskog društva Jadran.
Bio je član organizacijskog i izvršnog odbora Europskog prvenstva u Splitu 1981. godine.
Godišnja Državna nagrada za šport "Franjo Bučar" dodijeljena mu je za 2007. godinu, a u 2008. dobio je istu nagradu, ovaj put za životno djelo.